# Quo Vadis (Schiebepuzzle)

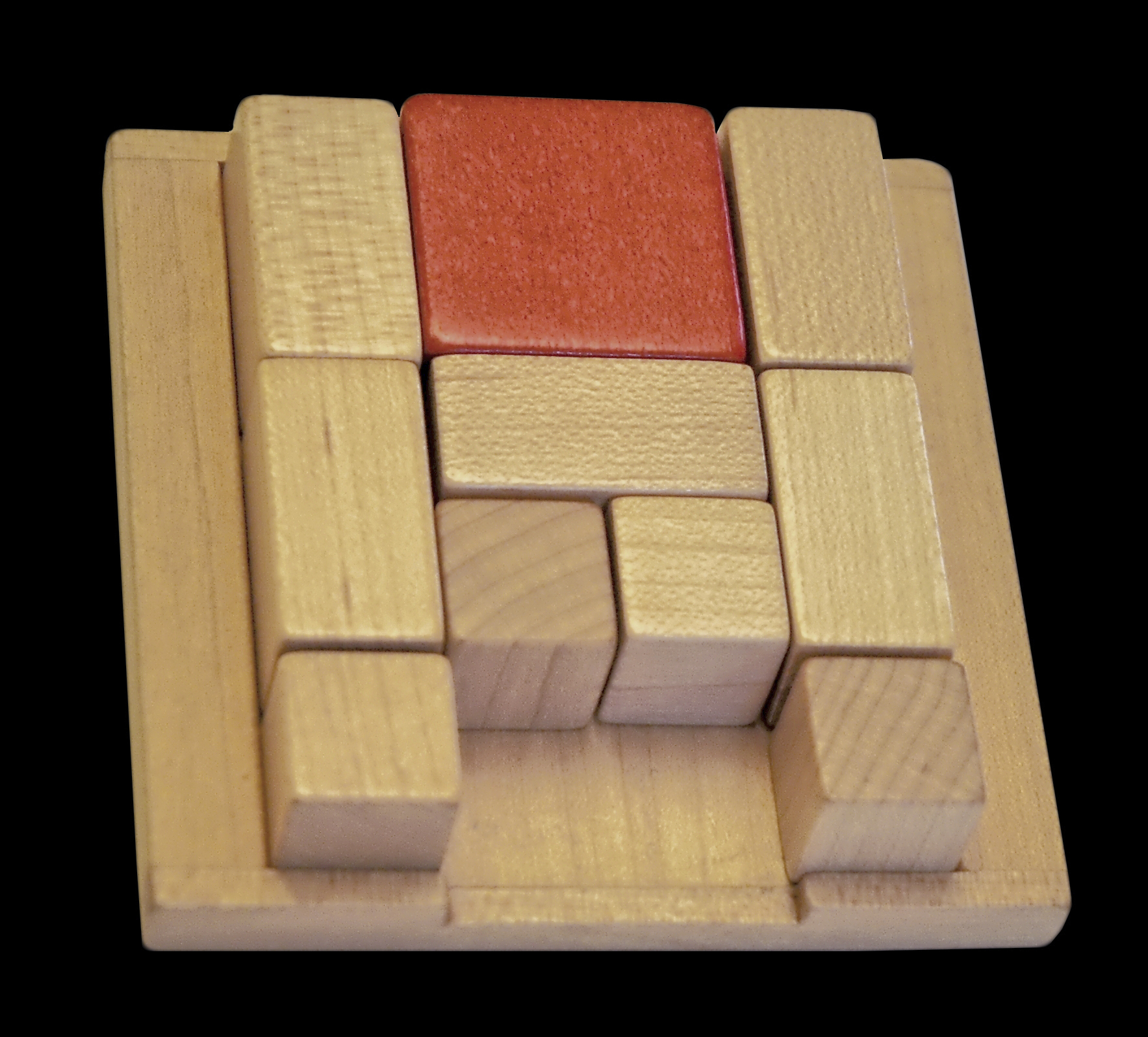
Denkspiel und Schiebepuzzle Quo Vadis (Ausgangsstellung)

Quo Vadis (lateinisch für ‚wohin gehst du?‘), in der allgemeinen Form auch Klotski (klocki, polnisches Wort für Blöcke), genannt ist ein Denkspiel und Schiebepuzzle aus Holz für einen Spieler. Es erschien im Jahr 1984 bei HABA (Spiel-Nummer 2480). Nachdem das Spiel 2005 aus dem Sortiment genommen worden war, wurde es von 2008 bis 2010 noch einmal als Luzifix Nr. 2 – Teufelslabyrinth (Spiel-Nummer 2513) vertrieben.

## Spielprinzip
Das Spiel besteht aus einem Spielbrett mit 4 × 5 Feldern, einem rot gefärbten 2 × 2-Spielstein (in der Version Luzifix Nr. 2 das „Teufelchen“ genannt) sowie vier 1 × 1-Spielsteinen und fünf 1 × 2-Spielsteinen.
Zunächst werden die Spielsteine so auf dem Spielfeld platziert, wie es die Anleitung vorgibt (Ausgangsstellung, siehe Abbildung). Die Aufgabe besteht nun darin, den roten Spielstein durch Rangieren der Spielsteine zum (einzigen) Ausgang hin zu bugsieren (unten im Bild). Da auf dem Spielfeld zu jedem Zeitpunkt nur zwei Felder nicht belegt sind, kann jeder Spielstein stets nur horizontal oder vertikal bewegt werden. Kein Spielstein darf einen anderen überspringen. Wenn der rote Spielstein das Spielbrett durch den Ausgang verlassen kann, ist die Aufgabe gelöst. Die übrigen „blockierenden“ Spielsteine dürfen unterdessen das Spielfeld nicht verlassen.
Quo Vadis fördert – neben der Konzentrationsfähigkeit – das logische, insbesondere das rekursive Denken sowie die Problemlösefähigkeit. Die Anleitung enthält auch eine Lösung. Sie hat 101 Züge, wenn man jede Bewegung eines Spielsteins als Zug zählt.

## Ähnliche Spiele
- Rush Hour
- 15-Puzzle